# 하수연가
《하수연가》는 대한민국의 록 밴드 크라잉넛의 3집 정규 앨범이다.
 수록곡 밤이 깊었네가 크게 히트하였고, 지독한 노래는 같은 해 개봉해 흥행에 성공한 영화 《신라의 달밤》에 삽입되었다. 크라잉넛이 군입대 전에 남긴 앨범들 중 최고의 걸작으로 꼽힌다.

2001년 한국일보 선정 베스트 앨범 5, 소리바다와 백비트에서 선정한 2000년대 베스트 앨범 100,. 벅스에서 선정한 2000년대 베스트 인디앨범 100에 선정되었다.
수록곡 중 《지독한 노래》에는 가사에 욕설이 들어가기 때문에 《신라의 달밤》에 삽입될 때는 상당부분을 개사해서 삽입했다.

## 수록곡
| #            | 제목                     | 작사·작곡    | 재생 시간 |
| ------------ | ------------------------ | ------------ | --------- |
| 1.           | 〈이소룡을 찾아랏!!!〉   | 크라잉넛     | 5:24      |
| 2.           | 〈만성피로〉             |              | 1:43      |
| 3.           | 〈밤이 깊었네〉          | 한경록       | 4:08      |
| 4.           | 〈지독한 노래〉          | 김인수       | 3:12      |
| 5.           | 〈붉은방〉               | 한경록       | 5:32      |
| 6.           | 〈양귀비〉               | 한경록       | 5:30      |
| 7.           | 〈웃기지도 않는 이야기〉 |              | 3:33      |
| 8.           | 〈금환식〉               | 이상면       | 4:58      |
| 9.           | 〈Honey〉                | 이상혁       | 4:21      |
| 10.          | 〈불놀이〉               | 이상혁       | 4:35      |
| 11.          | 〈코미디의 왕〉          | 한경록       | 1:33      |
| 12.          | 〈하수구〉               | 크라잉넛     | 3:34      |
| 13.          | 〈몰랐어〉               | 이상면       | 8:06      |
| 총 재생 시간 | 총 재생 시간             | 총 재생 시간 | 56:09     |

## 멤버 역할
- 박윤식 - 보컬, 기타
- 이상면 - 기타
- 한경록 - 베이스
- 이상혁 - 드럼
- 김인수 - 키보드, 아코디언